# Li Ang (écrivain)
Pour l’article homonyme, voir Li Ang (joueur de go).
Li Ang (chinois : 李昂 ; pinyin : Lǐ Áng), pseudonyme de Shih Shu-tuan (施淑端), née en 1952, à Lukang (Taïwan), est une écrivaine taïwanaise.

## Biographie
Diplômée de la Chinese Culture University, puis, après un séjour aux États-Unis dans les années 1970, de l'Université de l'Oregon, elle vit à Taipei et enseigne à la Chinese Culture University. 
Ses œuvres ont remporté des prix à Taïwan : Lai Ho Literary Award et le Wu San-lien Literary Award. Plusieurs ouvrages ont été traduits et publiés en français, dont Tuer son mari, Nuit obscure, Le jardin des égarements, Autobiographie & roman, Fantômes visibles et Le Banquet aphrodisiaque.
Dans ses récits, Li Ang questionne les rôles traditionnels assignés aux femmes. Elle dénonce les injustices et l'hypocrisie de la société taïwanaise.  
Elle décrit le fonctionnement de la société et ses tabous notamment la politique, l'indépendance de Taïwan ), non sans susciter de nombreuses polémiques dans son pays. 
En 2004, elle est la première femme écrivaine de langue chinoise ayant reçu l'Ordre des Arts et des Lettres de la part du gouvernement français.

## Œuvres
- La Femme du boucher, Flammarion, 1992, roman, traduction d'Alain Peyraube et Hua-Fang Vizcarra (réédition Seuil, 1994), republié sous le titre Tuer son mari (Denoël, 2004). Titre original : 殺夫：鹿城故事 (1983)
- Le Jardin des égarements, roman, traduction d'André Lévy, Éditions Philippe Picquier, 2003.
- Nuit obscure, traduction de Marie Laureillard, Actes Sud, 2004.
- Une salle funéraire déserte, nouvelle, traduction de Sandrine Marchand, in Le Nouveau Recueil, n°61, décembre 2001-février 2002.
- Pour un bol de nouilles au bœuf, nouvelle, traduction d'André Levy, in Alibis: dialogues littéraires franco-chinois (dir. Annie Curien), Maisons des Sciences de l’Homme, 2004.
- Le Fantôme de la mangrove, nouvelle, traduction de Marie Laureillard, in Jentayu, n°3, 2016.
- Le Banquet aphrodisiaque, roman, traduction de Coraline Jortay, L'Asiathèque, 2023.